# Sveriges folkräkning 1749
Sveriges folkräkning 1749 var den första folkräkningen i Sverige.

## Bakgrund
Folkräkningen var den första, rikstäckande, folkräkningen i Sverige. Folkräkningen 1749 genomfördes i samband med skapandet av Tabellverket samma år. Från och med detta år genomfördes folkräkningar först årligen, och sedan med längre mellanrum. Redan under andra hälften av 1600-talet finns dock husförhörslängder över dem som bodde i socknarna, och prästerna bar detta ansvar.

## Metod
Uppdraget lades på sockenprästerna att vidarebefordra utdrag ur kyrkböckerna, som skulle inkludera information om socknens befolkningssammansättning, inklusive ålder, kön, civilstånd, yrke och stånd.

## Resultat
Folkräkningen registrerade ett invånarantal på 1 746 500, vilket var färre än vad statsmakten hade förväntat sig. Antalet kvinnor var fler än antalet män; 1,136 kvinnor på 1,000 män. I Finland, som var en del av Sverige vid tidpunkten för folkräknings genomförande, uppskattades befolkningen till 430 000.